# Habsburška monarhija
Habsburška monarhija ali Avstrijska monarhija je poimenovanje za vladavino avstrijskih Habsburžanov, v kateri je oseba monarha povezovala avstrijske dedne dežele, kraljevino Češko, kraljevino Ogrsko ter nekatera ozemlja na Nizozemskem in v Severni Italiji. 
Obravnavano je obdobje od delitve habsburške dinastije v špansko in avstrijsko vejo (v letih 1624-56) do ustanovitve Avstrijskega cesarstva leta 1804 (in razpustitve Svetega rimskega cesarstva leta 1806). Ker je bil avstrijski monarh istočasno tudi rimsko-nemški kralj in cesar, so se vloge med seboj prepletale in bile včasih težko ločljive. Vloga cesarja, ki je bila sprva najpomembnejša, se je zmanjšala z oslabitvijo cesarstva med tridesetletno vojno in vključitvijo češke kraljevine med habsburške dedne dežele. Avstrijski monarhi so enotnost države povezovali z enotnostjo vere. Kot zaščitniki katolištva so bili dolgo v sporu s protestanti, ki so ločitev v veri poskušali izkoristiti tudi za večjo politično samostojnost. Habsburžani so se za ohranitev podedovanih ozemelj neprestano bojevali z evropskimi sosedi, sprva predvsem s Francijo, ki pa je po avstrijski nasledstveni vojni (1748) postala njihova zaveznica v boju proti naraščajoči moči Prusije. Drugo več ali manj stalno bojišče je bilo na jugovzhodu, kjer je monarhijo dolgo časa ogrožalo Osmansko cesarstvo, skupaj z delom podložnih mu Madžarov. Ko se je že vedelo, da bo Sveto rimsko cesarstvo razpadlo, se je avstrijska monarhija proglasila za Avstrijsko cesarstvo.

## Uvod
Sin notranjeavstrijskega vojvode Ernesta Železnega, Friderik V., ki je leta 1440 postal nemški kralj in leta 1452 cesar Svetega rimskega cesarstva Friderik III., je leta 1463 uspel ponovno združiti večino avstrijskih dežel pod svojo oblastjo (razen Tirolske in Sprednje Avstrije, ki sta se jim pridružili leta 1490). Njegov sin Maksimilijan se je leta 1477 poročil z Marijo Burgundsko, hčerko Karla Drznega in dedinjo zapuščine burgundskih vojvod. Maksimilijan je v bojih s francoskim kraljem Ludvikom XI. večji del njene dediščine uspel obdržati. Postal je nemški kralj in po očetovi smrti tudi rimsko-nemški cesar.
Težišče njegovih prizadevanj je bilo usmerjeno v organizacijo cesarstva, kjer je uspel vpeljati zakon o deželnem miru, ustanoviti državno komorno sodišče in po okrožjih organizirati čete, ki so imele nalogo izpolnjevati odredbe sodišča in vzdrževati deželni mir. Ni pa mu uspelo uveljaviti vlade na nivoju cesarstva. Maksimilijan je po burgundskem vzoru vpeljal centralizirano upravo v svojih avstrijskih dednih deželah, ki jih je po smrti ogrskega kralja Matije Korvina leta 1490 spet v celoti osvojil in jim dodal tudi Tirolsko in Predarlsko.
Potegovanju za ogrsko in češko krono se je moral zaradi francoske nevarnosti leta 1491 z mirom v Bratislavi odpovedati; v pogodbi pa si je vendarle zagotovil pravico, da v primeru izumrtja rodbine Jageloncev češko in ogrsko krono nasledijo Habsburžani.
Poroka Maksimilijanovega sina Filipa Lepega z dedinjo španskega prestola, Ivano Blazno, je leta 1506 prinesla tedaj še mladoletnemu Maksimilijanovemu vnuku Karlu špansko krono. Karel je tako kot Maksimilijanov naslednik postal nemški kralj, španski kralj, vladar 17. nizozemskih provinc, in cesar Svetega rimskega cesarstva Karel V. Preudaren vladar, vzgojen v strpnosti v Delftu na Nizozemskem, je gojil predstavo o združeni, katoliški Evropi, trdni v obrambi pred Osmani. Njegov glavni protiigralec je bil francoski kralj Franc I., ki pa je ravno zato navezoval stike tudi z Osmani. Karlovo največje breme, ki mu je preprečilo nadaljnjo homogenizacijo Svetega rimskega cesarstva, pa je bil razkol in nestrpnost v krščanski cerkvi; velik del severnoevropskega in tudi nemškega plemstva se je opredelil za protestantizem in s tem tudi proti enotni državi.
V letih 1522-23 je tako Karel V. avstrijske dedne dežele dodelil bratu Ferdinandu. Odtlej je bila Habsburška dinastija razdeljena v dve veji: špansko-nizozemsko in avstrijsko-nemško. Prva je bila ob španskih prekomorskih odkritjih gospodarsko močnejša in ji je tedaj pripadala tudi cesarska krona; druga je, po poroki Ferdinanda I. z jagelonsko princeso Ano (1521), lahko računala tudi na češko in ogrsko krono.
V letih 1524-26 je prišlo v avstrijskih deželah do vrste velikih kmečkih uporov, ki so kulminirali v nemško kmečko vojno. Kmetje se niso upirali le zaradi prevelikih dajatev, zvečane tlake in premajhne zaščite pred sovražniki, kot nekoč, ampak so zahtevali tudi »božjo pravico« v duhu svetega pisma. Komaj pa so se končali zadnji boji s kmeti, je prišlo poročilo o porazu in smrti mladega ogrskega in češkega kralja Ludvika II. v bitki s Turki pri Mohaču. Avstrijski veji Habsburžanov se je odprla možnost, da ustvarijo monarhično zvezo obdonavskih dežel, naloga, ki jih je zaposlovala naslednja stoletja.

## Vladanje Ferdinanda I. (1526-64)

### Kraljeve volitve leta 1526 in upravna reforma Ferdinanda I.
Češki stanovi Ferdinandovi soprogi Ani niso priznavali pravice do dedovanja. Sprva je imel wittelsbaški kandidat celo več možnosti za izvolitev za češkega kralja, a spretni Ferdinandovi pogajalci so ob podpori denarja uredili, da je bil oktobra 1526 Ferdinand izvoljen za češkega kralja. Češki kroni pridružene dežele Moravska, Šlezija in Lužica so izvolitev priznale.
Na Ogrskem so bile volitve dvojne. V Stolnem Beogradu je bil novembra 1526 izvoljen za ogrskega kralja tamkajšnji najmočnejši plemič, knez Sedmograške Ivan Zapolja, decembra pa je manjša skupina plemičev, med katerimi so bili palatin Báthory, kraljeva vdova Marija in hrvaški veljaki, v Bratislavi za kralja izvolila Ferdinanda.
Januarja 1527 je Ferdinand izdal odredbo ki je dala daljnosežno osnovo za centralizacijo avstrijskih dednih pa tudi čeških in ogrskih dežel, ki je v svojem bistvu ostala v veljavi, ne glede na kasnejše dodatne reforme, vse do leta 1848. Najvišji po rangu je bil tajni svet, ki je svetoval v vprašanjih dinastije in zunanje politike in kjer so se srečevali vodje ostalih svetov. Najvišja sodna oblast je bil sodni svet, katerega pristojnost pa so po pritožbah češkega in ogrskega plemstva omejili na avstrijske dedne dežele. Tudi dvorno pisarno sta Ogrska in Češka dobili vsaki svojo. Dvorni obračunski kameri so bile podrejene 4 deželne kamere, na Dunaju, v Innsbrucku, Pragi in Bratislavi. Takšna organiziranost pa ni mogla zbrati dovolj denarja za obrambo pred Osmani. Zato je bil leta 1556 ustanovljen dvorni vojaški svet, ki pa kasneje tudi ni bil kos vsem svojim nalogam.

### Boji na Madžarskem
Zaradi nevarnosti, ki so jim pretile od vsepovsod, so imeli Habsburžani na Ogrskem razpolago le del svoje vojske. Kadar je bilo na cesarskem reichstagu ocenjeno, da je osmanska nevarnost zelo velika, so poslali v boj tudi enote iz cesarstva, v izjemnih primerih tudi iz širše Evrope.
Po zmagi pri Mohaču so se Osmani umaknili iz Ogrske. Ferdinandovi vojski zato ni bilo težko za nekaj časa zasesti Budim in novembra 1527 se je Ferdinand lahko kronal za ogrskega kralja še v Stolnem Beogradu. A Osmani ga niso priznali in so leta 1528 vdrli na Kranjsko. Leta 1529 je Sulejman Veličastni po obsežnih pripravah napadel Avstrijo. Ferdinandovi ogrski položaji so bili hitro izgubljeni. Bratislava, Dunajsko Novo mesto, Bruck na Leithi so se sicer obdržali, a niso mogli preprečiti, da bi jih Osmani ne obšli in napredovali proti Dunaju. Dunaj je branil grof Niklas Salm z 18.000 možmi in močnim topništvom. Požgali so predmestja, da so Osmanom onemogočili kritje. Osmani so obzidje dosegli šele ob koncu septembra. Obzidje so napadali do 14. oktobra, potem pa so se zaradi slabega vremena obrnili domov. Habsburžani so spet lahko zavzeli nekatere važne postojanke na Ogrskem.
Leta 1532 je sultan ponovno skušal prodreti do Dunaja. To pot jih je zaustavil hrvaški plemič Nikola Jurišić, ki je z majhno posadko skoraj mesec dni branil in ubranil trdnjavo Kiseg. Osmani so nato skrenili proti jugu preko štajerskih ozemelj. Tatari, ki so med tem plenili na Spodnjeavstrijskem, so bili na povratku skozi Dunajski gozd popolnoma uničeni (dogodek se je živo ohranil v avstrijskih in osmanskih ljudskih pripovedih). Prisotnost močnih cesarjevih čet na območju Dunaja je tedaj odvrnila Osmane, Habsburžani pa so zamudili priložnost za močnejšo ofenzivo v ogrski prostor.
Leta 1538 sta Ferdinand I. in Ivan Zapolja v tajnem sporazumu priznala drug drugemu suverenost na ozemlju, ki sta ga zasedala. Zapolja, ki tedaj še ni imel naslednika, je obljubil Ferdinandu tudi nasledstvo na svojem delu Ogrske, a je po rojstvu sina dogovor razveljavil. Ko so po njegovi smrti leta 1540 Ivanovi pristaši izvolili njegovega dveletnega sina Ivana II. Sigismunda za ogrskega kralja ter ga je Sulejman takoj priznal in ga celo posinovil, je bil to za Habsburžane razlog za ponovno vojaško akcijo. Z vojsko so oblegali Budim, a prebivalci so se pod vodstvom pavlinskega priorja Juraja Utišinovića Martinuševića, nekdanjega svetovalca Ivana Zapolje, žilavo upirali, dokler niso prišli na pomoč Osmani. Sultan se je tedaj utrdil v osrednjem delu Ogrske, Ivanu Sigismundu, oziroma njegovemu vzgojitelju in regentu Utišinoviću, pa je prepustil kneževino Sedmograško. S tem so se izoblikovale tri Ogrske: habsburška (severozahod Hrvaške in Madžarske do Blatnega jezera in Špisa na severu), na pol samostojna kneževina Sedmograška (ki je poleg Transilvanije obsegala tudi pas madžarske ravnice) in Osmanska Ogrska (osrednji del Madžarske od Blatnega jezera do Tise, ki je od leta 1551 vključeval tudi temišvarski Banat). Ta razdelitev je potem trajala stoletje in pol.
Cesarstvo je leta 1542 ponovno poslalo proti Budimu veliko vojsko (60.000 mož) pod vodstvom brandenburškega volilnega kneza Joachima II. Hectorja, a podvig ni bil uspešen. Nazadnje je leta 1547 Ferdinand kupil premirje za vsakoletno dajatev 30.000 dukatov, ki so jo poimenovali »častno darilo«.
Leta 1551 se je ponovno zdelo, da bo Ferdinand prišel tudi do posesti Sedmograške. Kraljica-vdova Izabela (iz rodbine Jagelo) se je odpovedala prestolu v imenu sina; Ferdinand je poslal vojsko v Sedmograško, a istočasno so vdrli v deželo Osmani. Utišinović, ki mu Habsburžani niso zaupali, je bil umorjen. Kraljica in Ivan II. Sigismund sta za nekaj časa zbežala na Poljsko. Ponovno so se razvneli boji. Osmani so zavzeli Temišvarski Banat. Vojaško posredovanje Mavricija Saškega leta 1552 ni bilo uspešno. Sulejman je leta 1556 postavil Ivana II. Sigismunda na prestol Sedmograške. Leta 1562 se je Ferdinand, ki je potreboval mir, zavezal, da bo še naprej plačeval letni davek.

### Napredovanje protestantizma. Prevzem cesarske krone
Z razširitvijo monarhije se je nekdanjim stanovskim nasprotjem pridružilo nezaupanje ogrskega in češkega plemstva, predvsem pa se je v vseh slojih družbe širil verski razkol, ki so ga višji sloji začeli izkoriščati tudi za svoje stanovske ustavne zahteve. Plemiški sinovi, ki so jih zanimale nove ideje, so odhajali študirat na severnonemške univerze, zlasti v Wittenberg. Ferdinand je leta 1523 in ponovno leta 1527 prepovedal protestantski tisk, a brez uspeha. Laže je bilo preganjati prekrščevalsko gibanje, ki se je širilo med revnejšimi sloji. Vizitacije v letih 1528-61 so pokazale, da se protestantizem hitro širi tudi v notranjeavstrijskih deželah (Primož Trubar se je moral leta 1547 umakniti v izgnanstvo.) 
Cesar Karel V., neprestano zaposlen z vojnami na tujem, je dolgo časa pozival cerkev in papeža naj izvedejo neobhodne cerkvene reforme in uredijo teološka razhajanja. Med tem je število protestantskih knezov hitro naraščalo. Leta 1531 so se povezali v šmalkaldensko zvezo. Ko je cerkev leta 1545 končno sklicala tridentinski koncil in se protestantskim teologom ni zdelo primerno, da se ga udeležijo, je prišlo na vrsto orožje. V šmalkaldenski vojni (1546-47) so cesarjeve čete premagale protestantske kneze. Toda leta 1552 je močni volilni knez Mavricij Saški, dotlej cesarjev zaveznik, prestopil na stran protestantov, poiskal pomoč francoskega kralja ter z vojaško akcijo presenetil cesarja v Innsbrucku in ga skoraj zajel. Francozi so priložnost izkoristili in zavzeli mesta Metz, Toul in Verdun. Cesar si je poskušal mesta priboriti nazaj, a je bil pri obleganju Metza poražen; po tem porazu je obupal v prizadevanju, da ustvari enotno cesarstvo po svoji predstavi; reševanje problemov cesarstva je prepustil Ferdinandu (ki je bil že leta 1530 izvoljen za nemškega kralja).
Ferdinand je leta 1555 popustil protestantom in sklenil augsburški verski mir, ki je potem za nekaj desetletij umiril verske spore. Sprejeto načelo cuius regio, eius religio (kdor vlada, odloča o veri), je prinesla versko svobodo le knezom, podložnikom pa nasilje nad vestjo.
Karlu V. se tudi ni izpolnila želja, da bi ga njegov sin Filip nasledil v cesarstvu; nemški knezi, ne le protestantski, so ga odklonili. Filip se je leta 1554 poročil z angleško kraljico Marijo I. in se odpovedal cesarskemu prestolu. Leta 1558 so volilni knezi proglasili Ferdinanda I. za »izvoljenega rimskega cesarja«. Tako je tudi vodenje cesarstva prešlo na avstrijsko vejo Habsburžanov.
Ferdinand I. je umrl leta 1564 na Dunaju.

### Delitev dednih dežel med sinovi Ferdinanda I.
Ferdinad I. je že leta 1554 izdal odredbo (ki je stopila v veljavo z njegovo smrtjo), v kateri je razdelil avstrijske dedne dežele in svoje vladarske pristojnosti med svoje tri sinove:
- najstarejši sin Maksimilijan II. je dobil Spodnjo in Zgornjo Avstrijo s Salzkammergutom ter nasledstvo v vladanju in je bil že za časa očetovega življenja izvoljen za češkega (1562), rimsko-nemškega (1562) in ogrskega (1563) kralja;
- drugi sin Ferdinand (katerega vplivu na očeta je morda sploh pripisati delitev dežel) je dobil Tirolsko in Predarlsko s prestolnico v Innsbrucku;
- tretji sin Karel je dobil Notranjo Avstrijo, ki je obsegala dežele Štajersko, Koroško, Kranjsko in avstrijska ozemlja ob Jadranu s prestolnico v Gradcu.

## Spravljivo vladanje Maksimilijana II.(1564-76)
Čeprav je bil Maksimilijan II. nagnjen k protestantizmu, je ostal zvest obljubi očetu in je ohranil katolicizem kot državno vero. Na verske spore je gledal kot na teološki prepir, ki se je vnemal tudi med različnimi protestantskimi strujami. Prizadeval si je, da bi družba te razlike presegla. Naročil je izdelavo enotnega cerkvenega reda in ga leta 1571 s svojimi popravki tudi izdal. Protestanti so dobili nove pravice in leta 1574 so imeli na Dunaju nekaj časa celo pravico do javne božje službe. Na Notranjeavstrijskem je deželni knez Karel, sam prepričan katoličan, potreboval vse več denarja in vojakov za obrambo pred osmanskimi vpadi. V zameno je moral popuščati deželnim stanovom in je z graško in bruško pacifikacijo zagotovil prebivalstvu kar precej verske svobode; v mestih Celovec, Ljubljana, Gradec in Judenburg so bili nekaj časa dovoljeni celo protestantski pridigarji; razmere so se drastično spremenile po njegovi smrti (1590).
Temišvarski paša in Ivan II. Sigismund Zapolja sta smrt Ferdinanda I. izkoristila za nadaljevanje vojskovanja na Ogrskem, a sprva brez velikih uspehov. Leta 1566 pa je posegel v boj ostareli Sulejman Veličastni osebno. Z veliko vojsko je iz Odrina v smeri proti Dunaju prodrl v Baranjo in začel oblagati Szigetvár. Vodja obrambe, hrvaški ban Nikolaj IV. Zrinjski, je skoraj mesec dni branil mesto, dokler ni skupaj z večjim delom posadke padel. Sultan je umrl tik pred zavzetjem utrdbe. Glavnina osmanske vojske se je po tem obrnila domov. Maksimilijan je leta 1568 z novim sultanom Selimom II. sklenil mir v Odrinu.
Ivan II. Sigismund si miru še ni želel, a je bil vojaško prešibek, da bi se lahko sam bojeval in se je končno priključil sporazumu, se odpovedal ogrski kroni in se odtlej imenoval knez Sedmograški. Leta 1571 ga je nasledil mnogo pomembnejši Štefan Báthory. Ta je na volitvah poljskega kralja decembra 1575 zmagal kot protikandidat Maksimilijana II. in se v naslednjih letih pokazal kot močan in uspešen vladar. Na položaju kneza Sedmograškega ga je zamenjal brat Krištof Báthory.
Maksimilijan II. je umrl leta 1576. Bil je zadnji habsburški vladar, ki je znal miriti verske spore. Z njegovim naslednikom Rudolfom II. je dokončno prevladala odločna katoliška protireformacija. Vladajoča družina je to usmerjenost nakazala že tedaj, ko je dva najstarejša avstrijska princa dala vzgajati na španski dvor k Filipu II., bratu njune matere.

## Vladanje Rudolfa II. in Matije. Razdor med brati (1576-1619)

### Začetek katoliške obnove
Rudolf II., najstarejši sin Maksimilijana II., je prevzel vse očetove položaje. Že leta 1572 je bil kronan za ogrskega kralja, leta 1575 za češkega kralja, oče pa je še pred svojo smrtjo uveljavil tudi njegovo kronanje za rimsko-nemškega kralja. Prestolnico je prenesel v Prago, ki je bila varnejša pred Osmani kot Dunaj.
Rudolf se je na španskem dvoru navzel togosti okolja, ni pa bil versko nestrpen, kot njegov stric. Verski spori so se mu zdeli nesmiselni, vendar med katoliki in protestanti ni znal posredovati pomirjevalno, zato se je vse bolj umikal iz politike in s časom izgubljal avtoriteto. Tako je vse bolj prihajal do veljave spreobrnjeni protestant, energični prelat Melchior Khlesl, motor vse večje protireformacije. Njegovo delovanje je bilo najučinkovitejše v Spodnji Avstriji, kjer so mnoga mesta postala spet povsem katoliška; uspešen je bil tudi na Dunaju.
Zares huda protireformacija pa se je začela po letu 1595 na Notranjeavstrijskem, ko je postal polnoleten in je prevzel vladanje sin nadvojvode Karla, nadvojvoda Ferdinand, kasnejši cesar. Posebne verske komisije so v spremstvu najemnikov po deželi zapirale in uničevale protestantske cerkve, zažigale evangeličanske knjige, izganjale pridigarje. Podobno ostro kot na Štajerskem so postopale na Koroškem. Leta 1600 sta prišli na vrsto glavni mesti, Gradec in Celovec, prizaneseno je bilo le plemstvu. Nekoliko kasneje se je začela protireformacija na Kranjskem in bila tudi hitro zaključena, razen v Ljubljani. 

### Vojna s Turki
Kljub mirovnemu sporazumu iz Odrina so se osmanski vpadi nadaljevali in leta 1578 je nadvojvoda Karel prevzel nalogo, da organizira obrambo jugovzhodne meje od Drave do Jadrana. Kot osrednjo postojanko je dal zgraditi trdnjavo Karlovec, na važnih položajih obmejne čuvajnice in okope. Mejo so poleg lokalnih enot varovali cesarski najemniki. V cesarski Hrvaški so naselili ortodoksne begunce, uskoke, ki so bili odlični, a svojeglavi borci.
Leta 1592 so se vojaške aktivnosti Osmanov okrepile. Po bleščeči zmagi avstrijske vojske v bitki pri Sisku (22. junija 1593), h kateri so veliko prispevali tudi vojaki in plemiči s Kranjske, se je razvila dolgotrajna vojna (1592-1606), v kateri so se na obeh straneh vrstile zmage in porazi. Od leta 1595 so se na cesarski strani borili tudi Sedmograjci. Ko pa so po drugem odstopu kneza Sigismunda Báthoryja (1602) cesarske čete okupirale deželo in začele, kljub svarilom vojaških poveljnikov, uvajati protireformacijske ukrepe, so se pretežno luteranska mesta zgornje Madžarske (saški naseljenci) in Sedmograške obrnila proti cesarju. Cesarski poveljnik se je odzval z drakonsko strogostjo, kar je upor še povečalo. Ko tudi Rudolf II. ni prisluhnil zahtevam ogrskega državnega zbora, je stopil na čelo nezadovoljnih plemičev dotlej cesarju lojalni kalvinistični plemič István Bocskai in bil izvoljen za kneza Sedmograške. Bocskai je našel veliko pristašev tudi v zgornji Ogrski. V letih 1604-05 je vodil boj proti Habsburžanom. Cesarske čete so se morale umakniti, kar je Osmanom omogočilo, da so ponovno zavzeli nekatere važne položaje. Nazadnje se je Bocskai podredil velikemu vezirju.
Avstrijci so bili sedaj prisiljeni pogajati se o miru. Najprej je nadvojvoda Ferdinand z mirom na Dunaju Ogrski priznal versko svobodo in odtopil Sedmograški nekaj župnij. Leta 1606 je bil v Zsitva Toroku sklenjen mir tudi z Osmani. Visoka porta je tedaj prvič priznala cesarja za sebi enakovredno stranko v pogajanjih. Letni tribut je bil odpravljen z enkratnim denarnim zneskom. Obe strani sta ohranili osvojena ozemlja. Vzpostavljeni so bili diplomatski odnosi. Cesar Rudolf in nadvojvoda Ferdinand sta pogodbo o miru, ki jo je dosegel nadvojvoda Matija, ignorirala, čeprav nista imela niti denarja niti vojske za nadaljevanje vojne. Nazadnje sta morala pod pritiski sorodnikov in ogrskega plemstva popustiti.
Kmalu po sklenitvi premirja je umrl István Bocskai. Sedmograjci so na njegovo mesto izvolili Sigismunda Rakoczija, ki pa je odstopil v korist predstavnika najuglednejše sedmograške družine, Gabriela Báthoryja. Vendar si je ta s samovoljnim vladanjem zapravil simpatije. Z osmansko pomočjo je zavzel deželo njegov nekdanji pristaš, nadarjeni in energični Gábor Bethlen. Z mirom v Turnauu, maja 1615, so ga Avstrijci, kljub napetosti v medsebojnih odnosih, priznali. Pogodba z Osmani v juliju 1615 je prinesla podaljšanje miru za nadaljnjih 20 let.

### Razdor med bratoma
S starostjo so se pri Rudolfu II. začele pojavljati duševne motnje, opuščal je dejavnosti, postal nezaupljiv do sorodnikov, pogosto je menjaval sodelavce. Brate so skrbele posledice za dinastijo. Leta 1605 je Rudolf vendarle dal nadvojvodi Matiji pooblastila za pogajanja z ogrskim plemstvom in Osmani. Dve leti kasneje je prišlo na pobudo Khlesla med sorodniki do sklepa, ki so ga zadržali v tajnosti, da bo odtlej Matija dejanski vodja rodbine. Februarja 1608 je bil v Bratislavi sklenjen mir med avstrijskimi in ogrskimi stanovi. Moravci so se miru pridružili, Čehi ne.
Razmere so bile napete tako zunaj kot znotraj države. Francoski kralj Henrik IV. se je povezoval s sovražniki Habsburžanov, protestantski knezi so se združili v protestantsko zvezo (auhausensko unijo) , katoliški v katoliško ligo. Junija 1608 je prišlo v Libňu (del Prage) med Rudolfom in Matijo do pogodbe, po kateri je Matija prevzel oblast v Zgornji in Spodnji Avstriji, na Ogrskem in Moravskem. Protestantom je moral priznati koncesije iz časa Maksimilijana II. Na Češkem se je Rudolf II. dolgo upiral popustiti protestantom, ko pa so ti zagrozili z orožjem, je julija 1609 v pismu njegovega veličanstva privolil v daleč najobsežnejše koncesije (v pismu ni govora o protestantih pač pa o utrakvistih).
Jezen na Matijo se je cesar sam pri sebi odločil, da bo nasledstvo zapustil sinu notranjeavstrijskega nadvojvode Karla, Leopoldu, passavskemu nadškofu, ki se je vrnil v posvetni stan. Ta je ob Aniži (Enns) zbral čete in januarja 1611 z njimi presenetil posadko v Hradčanih, izpred obzidja Prage pa se je moral umakniti. Cesarjeva namera je bila razkrinkana, češki stanovi so poklicali Matijo, ki je zasedel Češko in bil kronan za češkega kralja. Rudolf je obdržal le rezidenco, praški grad, kjer je januarja 1612 umrl. Matija je bil junija 1612 kronan za cesarja.
Na Češkem so bile verske napetosti še posebej močne. Reformacija je tam padla na plodna tla in pismo njegovega veličanstva je nasprotja samo še razvnelo. Cesar Matija, ki je bil brez naslednikov, je junija 1617 češkemu plemstvu vsilil za kralja nadvojvodo Ferdinanda, kar jih je še posebej razburilo. Ta je, drugače kot je obljubljal, takoj vpeljal rekatolizacijske ukrepe in novembra ukinil samostojnost praških stanov. 23. maja 1618 so predstavniki protestantskih stanov svoje nestrinjanje s kraljevo politiko izrazili tako, da so tri cesarske uradnike vrgli skozi okno praškega gradu (2. praška defenestracija). Ustanovili so tridesetčlanski stanovski direktorij, ki je prevzel vodenje češke države. Matija Thurn, dejanski začetnik gibanja, je na hitro zbral vojsko. Jezuite so izgnali. Protestantskim kmetom katoliških gospodarjev je bilo dovoljeno prevzeti protestantizem. 
Neodločni cesar Matija se je oprl na tajni svet pod vodstvom Melchiorja Khlesla (ki je bil tedaj že kardinal). Khlesel je zaznal pretečo nevarnost in si je prizadeval umiriti duhove. Toda kralj Ferdinand in njegovi, za vojno vneti pristaši okrepljeni z begunci s Češkega, so videli v nastali situaciji priložnost, da izsilijo vojaško odločitev. Ferdinand je dal Khlesla zapreti in je sam prevzel pobudo.

## Od smrti cesarja Matije do konca tridesetletne vojne (1619-48)
Marca 1619 je cesar Matija umrl in krmilo dinastije je prevzel nadvojvoda Ferdinand, znan po svoji brezkompromisnosti do protestantov. Čehi so ustanovili konfederacijo nekatoliških stanov čeških kronskih dežel, ki je Ferdinandu odvzela češko krono in jo dodelila volilnemu knezu Renskega palatinata Frideriku V. To pa je bilo dejanje, ki ga Ferdinand ni smel dopustiti; vojni se ni bilo več mogoče izogniti.
Čehi, ki so dobili pomoč iz Savoje in Sedmograške, so imeli sprva nekaj uspehov in so prodrli celo pred Dunaj. Na njihovo stran so stopili protestantski stanovi Spodnje in Zgornje Avstrije. A Ferdinand je že z odločnimi pripravami na obrambo Dunaja dosegel, da so se Čehi umaknili.
Med tem so 28. avgusta 1619, dan po kronanju Friderika V. za češkega kralja v stolnici svetega Vida na Hradčanih, volilni knezi v Frankfurtu soglasno izvolili Ferdinanda za cesarja. Ta se je povezal s katoliško ligo in Maksimilijanom I. Bavarskim. Tudi saški knez je bil na njegovi strani. Novembra 1620 je prišlo do bitke na Beli gori, kjer so katoliške sile premagale protestantsko vojsko. Friderik V. je zbežal v Nizozemsko.
Ferdinand II. je Češko, Moravsko in Šlezijo priključil Avstriji. Lužico je dal v fevd saškemu volilnemu knezu Ivanu Juriju I., ki jo je med vojno zanj zavzel, Zgornjo Avstrijo pa je že pred začetkom vojne obljubil Maksimilijanu I. Bavarskemu za stroške vojne. Češke in moravske voditelje upora, ki niso zbežali, je dal usmrtiti. Kompromitirani plemiči so izgubili svojo posest. Ferdinand je bil mišljenja, da so češki stanovi z vstajo zapravili svoje privilegije in pravico do volitev svojega kralja. Leta 1627 je izdal nov deželni red, s katerim so postale Češka in njene pridružene dežele dedno kraljestvo habsburške rodbine. Leta 1628, po velikem kmečkem uporu proti Bavarcem, je ponovno prišla pod avstrijsko oblast tudi Zgornja Avstrija. Za območje Avstrije je cesar izdal patent, ki naj bil zaključil rekatolizacijo. Prišlo je do množičnega izseljevanja protestantov vseh slojev, kar je pomenilo za Avstrijo veliko izgubo na tisoče dragocenih ljudi.
Vojna, ki se je začela z bitko na Beli gori, je trajala naslednjih trideset let. Ko je leta 1629 že kazalo, da se bo končala, je Ferdinand II. z restitucijskim ediktom tako razdražil vse protestantske sile, da so Švedi v ponovnem izbruhu vojne prodrli vse do Bavarske. Nazadnje so leta 1635 prijeli za orožje še katoliški Francozi, ki so dotlej vojno vzpodbujali le politično in z denarnimi podporami. Vera je stopila v ozadje, šlo je le še za prevlado v osrednji Evropi. 
Leta 1637 je Ferdinand II. umrl. Nasledil ga je sin Ferdinand III., ki je bil tudi zvest katolicizmu, vendar politično veliko stvarnejši od očeta, bolj strpen in vojaško že izkušen. Trudil se je končati vojno, a ta se je nadaljevala še enajst let in se nazadnje zaradi onemoglosti vseh sodelujočih končala z Vestfalskim mirom leta 1648.

## Avstrijska monarhija po vestfalskem miru
Sveto rimsko cesarstvo je postalo po vestfalskem miru ohlapna zveza držav; cesar je postal popolnoma odvisen od soglasja državnih knezov. Habsburški cesar se je tako vse bolj opiral na moč svojih dednih dežel.
Avstrijski pogajalec na mirovnih pogovorih, grof Maximilian von Trauttmansdorff, je zelo pazil, da pri ozemeljskih pogajanjih ni popuščal, kadar je šlo za avstrijske dedne posesti. Izgubi Sundgaua, Zgornje in Spodnje Alzacije v korist Francije se ni dalo izogniti. Prav tako je Saška posedovala Lužice že od leta 1620 in to je tudi že potrdil praški mir (1635). Z vestfalskim mirom pa so bile mednarodno uveljavljene cesarjeve odločitve iz leta 1620 in 1627, ko je kraljevino Češko (s pridruženimi deželami) proglasil za avstrijske dedne posesti. Dedne posesti so cesarju že nekaj časa prinašale nekajkrat večji dohodek kot dajatve iz cesarstva. Iz dohodkov dednih dežel je cesar financiral tudi svojo vojsko, s katero je odslej lahko razpolagal brez dolgotrajnih pogajanj s knezi. Tako je vestfalski mir pomenil tudi preobrat v politični miselnosti: za monarhijo je postala avstrijska državnost pomembnejša od cesarske časti.
Verska določila vestfalskega miru so za avstrijske dedne dežele pomenile dokončen povratek h katolicizmu; le delom Šlezije in spodnjeavstrijskemu plemstvu je bilo dovoljeno izvrševanje obredov v augsburški veroizpovedi. Švedska krona in protestanti v cesarstvu so si pridržali pravico miroljubnega posredovanja v prid avstrijskih protestantov, katerih javni upor pa je tudi sčasoma ugasnil; spodnjeavstrijski protestantski plemiči so prestopili v katolištvo ali pa so se izselili (nazadnje družina Zinzendorf v 18. stoletju).

## Od vestfalskega miru do začetka španske nasledstvene vojne (1648-1701)

### Izvolitev cesarja Leopolda I.
Cesar Ferdinand III. je na državnem zboru v Regensburgu leta 1653 uveljavil izvolitev svojega sina Ferdinanda IV. za rimsko-nemškega kralja, vendar je ta že naslednje leto umrl za kozami. Kot prestolonaslednik je prišel tako na vrsto njegov brat Leopold I., ki je bil prvotno določen za duhovniški stan. V Avstriji in pridruženi ji Češki je bil takoj priznan, kmalu so ga za ogrskega kralja izvolili tudi ogrski stanovi. Pri kandidaturi za cesarja pa je naletel na nasprotovanje francoske politike, ki jo je vodil kardinal Mazarin. Ob smrti cesarja Ferdinanda III. (april 1657), ravno v času ko so med drugo nordijsko vojno (1655-1660) Švedi nevarno ogrožali Poljsko, je bilo cesarstvo dobro leto brez cesarja. Potem pa se je Mazarinov kandidat, bavarski volilni knez Ferdinand Marija, dokončno odrekel kandidaturi in Leopold I. je bil julija 1658 izvoljen; moral pa je obljubiti, da ne bo pomagal Španiji v vojni proti Franciji. 
Vpliv Francozov v evropski politiki pa se je še kar naprej krepil. Leta 1659 so s pirenejskim mirom ugodno zaključili vojno s Španijo in imeli glavno besedo tudi pri mirovnih pogajanjih v Olivi leta 1660 ob koncu druge nordijske vojne, v katere zaključnem delu so sodelovale tudi avstrijske sile. Nasprotja s Španijo je kardinal Mazarin poskušal zgladiti s poroko med Ludvikom XIV. in princeso Marijo Terezo, hčerko španskega kralja Filipa IV.
Cesar Leopold I. se je moral v času svojega dolgega vladanja neprestano bojevati proti dvema velikima nasprotnikoma, ki sta pogosto delovala tudi usklajeno: na zahodu proti Ludviku XIV. in na vzhodu proti Osmanskemu cesarstvu.

### Boji na evropskih bojiščih
Medtem ko so kardinal Mazarin in kasneje kralj Ludvik XIV. in njegovi ministri dosledno gradili vse močnejšo francosko hegemonijo, pa dunajska diplomacija taki politiki ni bila kos. Ko je Ludvik XIV. v devolucijski vojni (1667-68) vdrl v Špansko Nizozemsko, se Avstrija ni priključila zvezi Republike Nizozemske, Anglije in Švedske, ki je na Ludvika izvajala pritisk, ampak se je z njim tajno pogajala o delitvi ozemlja. Vodja dunajske diplomacije je bil tedaj grof Auersperg, za katerega se je kasneje izkazalo, da je poskušal s pomočjo Francozov priti do kardinalskega stolčka. Leta 1669 ga je zamenjal knez Lobkowitz, ki je nadaljeval s Francozom naklonjeno politiko. To se je jasno kazalo med francosko-nizozemsko vojno (1672-79): ko je Ludvik XIV. pripravljal napad na Republiko Nizozemsko, mu je cesar v tajni pogodbi obljubil nevtralnost; šele ko je postajal položaj zelo pereč, je cesar v juniju in avgustu 1672 vstopil v obrambno zvezo z Republiko Nizozemsko in Brandenburgom; ko so zavezniki zahtevali dejanja, je cesar poslal vojskovodjo grofa Raimonda Montecuccolija v Spodnje Porenje z navodilom, naj se izogiba večjim spopadom. Kljub temu je Montecuccoliju leta 1673 uspelo izmanevrirati svojega velikega nasprotnika, francoskega maršala Turenna, in ga izriniti z desnega brega Rena.
Med tem je Ludvik XIV. opustil bojevanje na Nizozemskem in zavzel špansko Svobodno grofijo Burgundijo. Vojna se je prostorsko močno razširila. Različna stališča zavezniških poveljnikov in diplomatov so onemogočala pomembnejše uspehe na zahodnih bojiščih; zato pa je brandenburška vojska potrdila svoj sloves z zmago nad Ludvikovimi zavezniki Švedi pri Fehrbellinu (junij 1675). Mesec kasneje je v spopadu pri Saßbachu padel general Turenne. Še pomembnejša je bila zmaga pri mostu Konzer pri Trieru, avgusta 1675, ki jo je dosegel lotarinški vojvoda Karel, katerega deželo so zasedali Francozi. Zaključna leta vojne so bila za zaveznike dokaj neugodna; septembra 1676 so sicer zavzeli od Francozov okupirani Philippsburg, a naslednje leto so Španci in Nizozemci doživeli poraze, izgubljen je bil tudi pomembni Freiburg im Breisgau. Na mirovnih pogajanjih v Nijmegnu (1679) so francoski pogajalci uspeli nasprotnike ločiti in se pogajati z vsakim posebej. Tako so dosegli ugodnejše pogoje, kot bi jih pričakovali na osnovi bojev. Ludvik se je napram cesarstvu odpovedal zasedbi Philippsburga, dobil pa je Freiburg. Španija mu je morala prepustiti Svobodno grofijo Burgundijo in nekatera flandrijska obmejna ozemlja. Lotarinški vojvoda je dobil svojo deželo nazaj, ni pa smel utrjevati mest. Brandenburški veliki knez, ki so ga Francozi na pogajanjih diplomatsko popolnoma izolirali, je moral vrniti osvojena švedska ozemlja (Zahodno Pomorjansko). Ker so ga zavezniki, zlasti cesar, pustili na cedilu, je prešel na francosko stran, dovolil francoskim četam prehod preko svojih ozemelj in obljubil podporo francoskemu kandidatu na volitvah za cesarja. V kratkem je Ludvik dobil enaka zagotovila od volilne kneževine Saške. Bavarska je na takšno povezavo pristala že deset let prej.
Sedaj se je Ludvik čutil varnega, še posebej ker je vedel, da Osmani, s katerimi je bil v stalnih diplomatskih stikih, pripravljajo vojno proti cesarstvu. Začel je priključevati Franciji nemška ozemlja, za katera je menil, da zgodovinsko pripadajo Franciji (uporabljal se je francoski izraz réunions). Sredi miru in proti volji meščanov je tako septembra 1681 zasedel tudi svobodno cesarsko mesto Strasbourg in istega dne mantovsko trdnjavo Casale ob Padu.
Leta 1683 je s osmanskim napadom na Dunaj izbruhnila vojna z Osmanskim cesarstvom, ki je trajala tudi še leta 1688, ko je Ludvik XIV. začel pfalško nasledstveno vojno (1688-97) in z njo spet dvignil k orožju vso Evropo. To pot sta se koaliciji evropskih sil pridružili tudi Republika Nizozemska in Anglija, kjer je slavna revolucija dokončno odpravila (od Francozov odvisno) oblast katoliških Stuartov. Medtem ko so Francozi pomorsko bitko pri Haagu leta 1692 izgubili, so bili uspešnejši na celini. Leta 1696 je bila Savoja po dvakratnem porazu proti Franciji prisiljena izstopiti iz koalicije. V mirovnih pogajanjih, ki so potekala vse od leta 1693, je francoska diplomacija ponovno spretno izkoriščala neenotnost in različne interese zaveznikov. Z mirom v Rijswijku (1697) je bil Leopoldu I. vrnjen Freiburg im Breisach, cesarstvu pa Kehl, Philippsburg in večina območij, ki jih je Ludvik XIV. neupravičeno zasedel s svojo reunionistično politiko, ne pa tudi Strasbourg. Zadnji trenutek je Francija uveljavila še versko klavzulo, po kateri na vrnjenih območjih ni bilo mogoče razveljaviti v francoskem času uveljavljenih rekatolizacijskih ukrepov; protestantski knezi so cesarju zelo zamerili, da je dopustil ta dodatek.

### Prva turška vojna Leopolda I.
Ravno v letu 1658, ko je bil Leopold I. izvoljen za cesarja, so prevzeli v Osmanskem cesarstvu vajeti ambiciozni veliki vezirji iz albanske rodbine Köprülü. Prvi med njimi, Mehmed paša Köprülü, je po dolgem obdobju šibkih sultanov naredil nekoliko reda v cesarstvu in spet organiziral vojsko. Svojo moč je pokazal tudi z zavzetjem Sedmograške (1660), kjer se je neposlušni knez György II. Rakoczi brez privoljenja visoke porte na strani Švedov udeležil švedsko-poljske vojne. Avstrijci so poslali na Sedmograško posredovat svoje čete pod poveljstvom grofa Raimonda Montecuccolija. Obsežnejši boji so se razvneli leta 1663, ko je veliki vezir Fazil Ahmed paša Köprülü pripeljal veliko vojsko, zavzel trdnjavo Nové Zámky in v njej prezimil. Cesarju so čez zimo prišle na pomoč čete iz cesarstva, med njimi bavarske, brandenburške, saške, čete Renske zveze in celo Francozi so poslali to pot 6.000 vojakov, čeprav so istočasno v Istanbulu paktirali z Osmani. Zbralo se je kakih 65.000 vojakov.
Raznoliko vojsko je bilo težko poenotiti v akciji. Leta 1664 je na severu prizadejala Osmanom hud poraz v bitki pri Levicah (današnja Slovaška), na jugu pa so bili sprva uspešni Osmani. Po nekajkratnih napadih so zavzeli in razrušili trdnjavo Novi Zrinj, ki jo je na lastne stroške zgradil Nikolaj VII. Zrinjski blizu izliva Mure v Dravo, in nadaljevali pohod proti Dunaju. Pri prehodu čez naraslo reko Rabo je avgusta 1664 pri Monoštru glavnina Montecuccolijeve vojske razbila osmansko vojsko in jo prisilila k umiku. Že čez 9 dni je bil sklenjen mir v Vasvárju, katerega zaključki pa niso bili v skladu z avstrijskim vojaškim uspehom: Osmani so lahko na čelo Sedmograške postavili svojega vazala Mihaela I. Apafija, prepuščeni sta jim bili mesti Oradea (Veliki Varadin, v današnji Romuniji) in Nové Zámky in poleg tega so dobili še »častno darilo« 200.000 talerjev. Avstrijci so pohiteli z mirom, ker je bila na vidiku nova kriza na Poljskem.
Ogrsko plemstvo s tem ni bilo zadovoljno. Protestantski del plemstva je bil nezadovoljen tudi zaradi protireformacije, s katero so nadaljevale avstrijske oblasti. Skupina uglednih plemičev, sprva pod duhovnim vodstvom Nikolaja VII. Zrinjskega (razočaranega, ker mu Habsburžani niso prišli na pomoč pri obrambi Novega Zrinja) in kasneje palatina Wesselenyija se je zavzemala za nekdanje pravice ogrskih in hrvaških plemičev in si prizadevala za omejitev in nazadnje tudi odpravo habsburškega gospostva. Po smrti prvih dveh so začeli pripravljati hrvaško-ogrsko zaroto dvorni sodnik Ferenc Nadasdy, Nikolajev brat Peter Zrinjski, Petrov svak Fran Krsto Frankopan in štajerski grof Hans Erasmus Tattenbach. Toda zarota je bila razkrita, vodje, neenotni in neodločni, usmrčeni (1671) sodelavci pa zaprti; vsem je bilo odvzeto premoženje. Na Ogrskem je bil vpeljan absolutistični režim in poostreni so bili protireformacijski ukrepi, čeprav so bili glavni zarotniki katoličani. Ponovni poskusi upora (s podporo Osmanov in iz Sedmograške) na severu Ogrske so bili zatrti na grozovit način.

### Druga osmanska vojna Leopolda I.
Ko so se leta 1682 odposlanci cesarja Leopolda I. pojavili v Istanbulu, da bi podaljšali pogodbo o miru iz Vasvárja, se veliki vezir sploh ni hotel pogovarjati z njimi. To je bila nedvoumna napoved vojne, ki se je začela naslednje leto, in Evropa se je na pobudo papeža Inocenca XI. lahko pripravila na vojno. Priprave je sicer poskušal ovirati Ludvik XIV., ki bi rad videl habsburški poraz. Toda poljski kralj Jan III. Sobieski, ki je bil leta 1674 izvoljen kot francoski kandidat, se je zavedal, kako nevaren bi bil poraz Avstrije tudi za Poljsko, in je marca 1683 prepričal poljski državni zbor, da je sprejel sklep o poljsko-avstrijskem zavezništvu. Vojaško podporo so obljubile tudi Bavarska, Saška in nekateri manjši državni stanovi; papež je organiziral denarno podporo.
Osmanska vojska, ki je aprila zapustila Odrin, je okrepljena s četami ogrskega vazala štela 120.000 mož. Poveljnika avstrijske in ogrske vojske, vojvoda Karel Lotarinški in grof Nikolaj Esterhazy, ki sta imela na razpolago sprva le 30.000 mož, sta zavzela obrambne položaje za reko Rabo; vendar so jih Osmane spremljajoči Tatari obšli, tako da sta se umaknila na severni breg Donave, kakih 30 km od Dunaja. Osmani so tako neovirano prišli pred Dunaj in sredi junija 1683 pred mestom postavili tabor.
Dunajsko obzidje, ki ga je branilo kakih 16.000 mož z močnim topništvom, je kljubovalo osmanskim napadom vse do konca avgusta, ko so se končno zbrale obljubljene čete, skupaj kakih 70.000 mož. Ta vojska je presenetila velikega vezirja Kara Mustafa pašo, ki je bil osredotočeni samo na Dunaj in ni zavaroval okolice. Bitka je bila končana v nekaj urah. Vojvoda Lotarinški je Osmane zasledoval in oktobra zavzel Esztergom.
Cesar, Poljska in Benetke so se povezali v Sveto ligo, ki si je zadala za nalogo popolno uničenje Osmanov. Vendar se ti niso dali. Nastale so tudi napetosti med krščanskimi voditelji. Tako so bila potrebna tri leta in povratek brandenburškega Velikega volilnega kneza v cesarjev tabor, da so septembra 1686 cesarske čete zavzele herojsko branjeni Budim. Njemu so hitro sledile druge utrdbe. V drugi bitki pri Mohaču (1687) so bili Osmani katastrofalno poraženi.
Med tem so cesarske čete vdrle tudi na Sedmograško in tam uvajale strog absolutizem z drakonskimi postopki, s katerimi se je proslavil predvsem general Caraffa. Pogajanja z ogrskim državnim zborom pa so vendarle napredovala: pripeljala so do zmanjšanja protireformacijskega pritiska, ogrsko plemstvo se je odpovedalo pravici do upora (ki so jo dobili z zlato bulo kralja Andreja iz leta 1222) in priznalo habsburški dinastiji pravico do Štefanove krone (1687). S tem je Ogrska postala dedna monarhija (prej volilna monarhija).
Na donavski fronti je bavarski volilni knez Maksimilijan II. Emanuel, ki je prevzel vrhovno poveljstvo, septembra 1688 zavzel Beograd, druge enote so vdrle v Bosno in na Vlaško, kjer jim je prišla prav vstaja domačega prebivalstva. Cesarska vojska je zavzela Niš, Vidin, Prištino.
Med tem je Ludvik XIV. začel pfalško nasledstveno vojno in glavnina cesarske vojske je bila prestavljena v Porenje. Poleg tega so bile v ravnanju z domačim prebivalstvom storjene velike napake. Po smrti sposobnega cesarskega generala Piccolominija so Osmani spet močno napadli in jeseni 1690 ponovno zavzeli ozemlja južno od Save, vključno Beograd. Osmansko napredovanje je ustavil šele novi poveljnik, mejni grof Ludvik Badenski, ki je avgusta 1691 v bitki pri Slankamnu v Vojvodini, polni preobratov in izgub, v kateri je padel veliki vezir Fazil Mustafa paša Köprülü, dosegel veliko zmago nad osmansko vojsko. Grof Badenski se je vrnil na rensko bojišče, njegovi nasledniki se niso izkazali in tako se je vojna vlekla naprej, dokler ni na položaj vrhovnega poveljnika prišel princ Evgen Savojski, ki je septembra 1697 ob prehodu preko Tise pri Senti] napadel veliko močnejšo osmansko vojsko in ji zadal  odločilen poraz in s tem zaključil to vojno med Habsburžani in Osmanskim cesarstvom. Januarja 1699 je bil sklenjen mir v Sremskih Karlovcih s katerim je avstrijska monarhija dobila vso Ogrsko in Sedmograško in velik del Slavonije, ne pa tudi Temišvarskega Banata. Habsburška dinastija je tako obvladovala strnjeno ozemlje od Sudetov preko vzhodnih Alp do Karpatov z Donavo kot osrednjo osjo. Dunaj, ki ga Osmani niso več ogrožali, se je začel razvijati v cvetočo baročno prestolnico.

## Obdobje španske nasledstvene vojne (1701-13)
Ker se je vedelo, da bo španski kralj Karel II. ostal brez nasledstva, je Evropo že dolgo vznemirjalo vprašanje njegovega nasledstva. Francoski pristaši na španskem dvoru so poskrbeli, da je kralj tik pred smrtjo imenoval za svojega naslednika Filipa Anžujskega, vnuka Ludvika XIV. Francoska vojska je februarja 1701 vkorakala v Špansko Nizozemsko. Leopold I. je nasledstvo zahteval za svojega drugega sina, nadvojvodo Karla, in razglasil vojno napoved; podprla ga je večina nemških državnih stanov, Anglija, Republika Nizozemska in leta 1703 tudi Portugalska in Savoja. Nastale so tri fronte, v Italiji, v Porenju in na Nizozemskem, kmalu pa tudi v Španiji; obenem je med kolonialnimi silami potekala vojna v prekomorskih deželah. Protifrancoska koalicija je bila to pot močnejša. Uspehom Evgena Savojskega v Italiji, in Angležev in Nizozemcev v Španski Nizozemski je sledila zmaga v bitki pri Hoechstaedtu ob Donavi v avgustu 1704, v kateri sta Evgen Savojski in angleški vojskovodja Marlborough (vojvoda John Churchil), razbila francosko-bavarsko vojsko.
Leta 1705 je umrl cesar Leopold I. Nasledil ga je nadarjeni in samozavestni sin Jožef I., ki je obetal razumnejšo politiko tudi v verskih vprašanjih. Nevarnost, ki je monarhiji grozila, ko so se šlezijski protestantje pritožili švedskemu kralju Karlu XII. (ki je leta 1706 zasedel sosednjo Saško), da njihove verske pravice iz vesfalskega miru niso upoštevane, je novi cesar razrešil tako, da je ob garanciji Švedov protestantom njihove pravice ponovno pisno potrdil (altranstädtska konvencija).
Septembra 1706 je Evgen Savojski s hitrim maršem še pravočasno rešil oblegani Torino. Manj uspešen je bil Jožefov brat Karel, ki se je moral po začetnih uspehih v Španiji umakniti v Katalonijo. Julija 1708 sta Marlborough in Savojski dosegla veliko zmago pri Oudenaarde; po dolgem obleganju je padel Lille in pot proti Franciji se je zdela odprta. Ludvik XIV. je bil pripravljen pogovarjati se o miru, toda pogovori so kmalu propadli. Septembra 1709 so zavezniki dosegli veliko zmago pri Malplaquetu.
Jeseni 1710 so prišli na oblast v Londonu torijevci, ki so želeli vojno čim prej zaključiti. Začeli so tajne pogovore s Francozi. Glavni preobrat v angleških stališčih pa je prinesla smrt cesarja Jožefa I., aprila 1711. Nadvojvoda Karel je postal edini habsburški dedič; namesto francoske je sedaj grozila hegemonija Habsburžanov. Karel je bil oktobra 1711 dokaj gladko izvoljen za cesarja Karla VI. Aprila 1713 je prišlo do utrechtskega miru, po katerem je Filip Anžujski postal novi španski kralj. Novi cesar miru ni priznal in je nadaljeval vojno. Po vojaških neuspehih v Porenju pa je moral v sporazumih, sklenjenih v Rastattu in Badnu (1714) pristati na utrechtske pogoje. Avstrijska monarhija je tedaj dobila Špansko Nizozemsko, Neapelj, Sardinijo in Milano. Filipa Anžujskega pa je cesar priznal za kralja Španije šele leta 1720 v Haagu.

## Od utrechtskega miru do smrti cesarja Karla VI. (1713-40)

### Pragmatična sankcija. Prva turška vojna Karla VI.
Avstrijsko monarhijo je povezovala samo oseba cesarja, zato je Karla VI. v prvi vrsti zaposlovalo vprašanje nasledstva, še posebno potem, ko mu je umrl sin. Že aprila 1713 je objavil t. i. pragmatično sankcijo, ki določa dedovanje in nasledstvo v monarhiji tudi po ženski liniji. V letih 1721-22 so avstrijski deželni stanovi sankcijo potrdili, naslednje leto pa tudi madžarski. Kasneje je bila uveljavljena tudi na nivoju cesarstva.
Leta 1716 je Karel VI. v podporo Beneški republiki, ki se je bojevala proti Osmanom v Sredozemlju, sprožil novo vojno. Avgusta je princ Evgen Savojski porazil osmansko vojsko pri Petrovaradinu in oktobra zavzel Temišvar. Ko je poleti 1717 oblegal močno branjeni Beograd, je prišla mestu na pomoč osmanska vojska in dobila cesarjeve čete v precep. Princ Evgen je 16. avgusta v jutranji megli svojo vojsko osebno povedel v napad na prispele Osmane, jih presenetil in dosegel odločilno zmago. Mesto se je potem vdalo. Ob tej priložnosti je nastala pesem Princ Evgen, plemeniti vitez, ki je med ljudstvom ohranjal spomin na vojaške podvige velikega vojskovodje. Z mirom v Požarevcu (1718) je Avstrija dobila Banat, osmanski del Srema, Malo Vlaško ali Oltenijo (Vlaško do reke Olt), severno Srbijo in obmejni pas Bosne.

### Ozemeljske rošade v času po utrechtskem miru
Španija je v letih 1717-18 zasedla Sicilijo in Sardinijo, da bi si povrnila del z utrechtskim mirom izgubljenih ozemelj. Energična žena Filipa V. Španskega, Elizabeta Farnese, je skušala na ta način pridobiti ozemlje za kneževino svojih sinov. Podvigu se je postavila po robu t. i. četverna aliansa (cesar, Velika Britanija, Republika Nizozemska, Francija). Angleži so uničili špansko ladjevje pri rtu Passaro na obali Sicilije, Francozi pa so z vojaškim posegom na področje Pirenejev prisilili Španijo v podpis pogodbe v Haagu, po kateri se je Španija umaknila z zasedenih ozemelj, Avstrija je dobila Sicilijo in v zameno Savoji odstopila Sardinijo, ki je bila povzdignjena v kraljevino. Cesar je Filipa V. priznal za španskega kralja in mu pogojno zagotovil nasledstvo v Parmi in Piacenzi. Z novimi pridobitvami je avstrijska monarhija dosegla svoj dotlej največji obseg; njena notranja povezanost in trdnost pa nikakor ni ustrezala tej razsežnosti.
V letih po utrechtskem miru so gospodarsko-politični interesi večkrat premešali zavezništva med državami. Zapora reke Šelde je gospodarsko dušila Antwerpen in vso Avstrijsko Nizozemsko. Da bi trgovcem odprl nove možnosti, je Karel VI. leta 1725 podprl Ostendsko družbo za prekomorsko trgovino. Velika Britanija, Francija in Prusija so se takoj odzvale in se povezale v zvezo, nasproti kateri je potem Avstrija iskala zavezništvo pri Rusiji. Zavezništva so se še spreminjala, dokler prinz Evgen Savojski ni v dunajski pogodbi iz marca 1731 našel rešitve, ki je dala vsakemu svoje: Velika Britanija je cesarju priznala pragmatično sankcijo, cesar se je zavezal, da dedinje Marije Terezije ne bo poročil s princem velike države, odrekel se je Ostendski družbi in dovolil vstop španski vojski v Toskano, Parmo in Piacenzo.
Leta 1731 je salzburški knezoškof Leopold Firmian pritisnil z zelo ostrimi rekatolizacijskimi ukrepi na protestantsko prebivalstvo v svoji kneževini (približno petina), kar je privedlo do izselitve kakih 20.000 ljudi, pretežno v vzhodno Prusijo. Cesarska oblast ni naredila ničesar, da bi jih zaščitila. Leta 1732 je Avstrija vojaško intervenirala na Korziki v korist genovski oblasti, proti kateri so se uprli prebivalci (ker se je bala, da bi to storili Burboni).
Smrt poljskega kralja Avgusta Močnega leta 1733 in poljska nasledstvena vojna, ki ji je sledila, je bila nova priložnost za uveljavljanje starih interesov, ki je ponovno prerazporedila evropska ozemlja. Glavana bojišča so bila daleč od Poljske: Porenje, severna in južna Italija. Francija je izkoristila priložnost za zasedbo Lotaringije. Avstrija je bila vojaško precej osamljena in zlasti v južni Italiji zelo šibka, kjer je hitro izgubila Neapelj in Sicilijo. Z dunajskim preliminarnim mirom (1735, potrjen 1738) je poljski kralj postal Albert II., saški volilni knez in sin prejšnjega kralja. Njegov protikandidat, Stanislav Leszczynski, je smel do svoje smrti vladati Lotaringiji, ki je potem pripadla Franciji; dotedanjemu lotarinškemu vojvodi Francu I. Štefanu je bila priznana pravica do velike vojvodine Toskane (po izumrtju Medičejcev leta 1737 mu je pripadala tudi po pravilih dedovanja). Avstrija je morala Neapelj in Sicilijo odstopiti vzporedni veji španskih Burbonov; obdržala je Parmo in Piacenzo, od Francije pa je dobila tudi pogojno zagotovilo spoštovanja pragmatične sankcije. 
Še pred potrditvijo te mirovne pogodbe je aprila 1736 umrl princ Evgen Savojski, ki je služil trem avstrijskim cesarjem in bil vojaško in politično najbolj zaslužen mož za tedanjo veličino avstrijske monarhije.

### Druga osmanska vojna Karla VI.
Vojne željna stran med dunajskimi državniki je hotela avstrijske izgube v poljski nasledstveni vojni nadomestiti s pridobitvami na Balkanu, kjer se je zdelo, da Osmani nimajo več prave moči. Niso upoštevali, da je osmansko vojsko ravnokar reorganiziral nekdanji francoski in potem avstrijski general Claude Alexandre de Bonneval, ki je moral zaradi škandala zapustiti Avstrijo, sprejel islam in vojski poveljeval kot Ahmet paša. Na drugi strani po smrti princa Evgena Avstrijci niso imeli sposobnega vojskovodje (tudi cesar ni bil vojaško izobražen).
Avstrijci so poleti 1737 vojno začeli uspešno, osvojili so Niš, potem pa so se začeli umikati. Zaradi neodločnosti so julija 1739 izgubili bitko pri Grocki. Zamenjave poveljnikov niso bile uspešne. Začela so se pogajanja, v katerih so bili Osmani zaradi svojih uspehov vse zahtevnejši. Nazadnje je bil septembra 1739 v Beogradu sklenjen mir, s katerim je Avstrija izgubila večino pridobitev iz Požarevca: severno Srbijo z Beogradom, avstrijski del Bosne in Malo Vlaško.
Bolj kot ozemeljske izgube pa je bila za Avstrijo boleča izguba prestiža. Močno je padel ugled avstrijske vojske v Evropi, tako da se je zdel položaj triindvajsetletne Marije Terezije, ki je po očetovi smrti oktobra 1740 prevzela vladanje, skorajda nerešljiv.

## Vladanje Marije Terezije (1740-80)

### Avstrijska nasledstvena vojna (1740-48)
→ Glej tudi Avstrijska nasledstvena vojna.
Bavarska ni nikdar priznala pragmatične sankcije. Njen volilni knez Karel Albert je zahteval dedovanje habsburških dednih dežel zase, čeprav mu je bilo z dokumenti dokazano, da k temu ni upravičen. Saška se ni strinjala, da bi češki volilni glas prešel na soproga Marije Terezije, Franca Štefana. Francija je bila zaveznica Bavarske, a vodja njene zunanje politike, kardinal Fleury in kralj Ludvik XV. nista bila navdušena za vojno. Drugače je razmišljal mladi pruski kralj Friderik II., ki je ravnokar nasledil očeta in njegovo močno in udarno vojsko. Takoj je našel motiv konflikta: na osnovi zgodovinskih dogodkov, ki so segali nazaj do njegovega prapradeda, je zahteval del Šlezije. Ker Marija Terezija na zahtevo ni pristala, je decembra 1740 z vojsko prekoračil mejo; protestantsko prebivalstvo ga je prijazno sprejelo, začela se je prva šlezijska vojna (1741-42). Aprila 1741 je bila šibka avstrijska obramba poražena pri Małujowicah. Poraz je bil znamenje za napad vseh avstrijskih sovražnikov, ki so si avstrijsko monarhijo že v naprej razdelili: Bavarska naj bi dobila Češko, Zgornjo Avstrijo, Tirolsko in Prednjo Avstrijo, Saška Moravsko in del Šlezije, Francija Avstrijsko Nizozemsko, Španija habsburške posesti v Italiji. Bavarsko-francoska vojska je v smeri Dunaja prodrla do reke Traisen, potem je zavila na Češko. Karel Albert se je kronal za češkega kralja.
Jeseni 1741 je Marija Terezija s svojo osebnostjo in šarmom prepričala oklevajoče ogrske stanove, da so jo podprli; obljubila jim je, da bo spoštovala ogrsko ustavo in je svojo obljubo kasneje tudi držala. 20.000 mož, ki so jih prispevali ogrski stanovi, in medsebojno nezaupanje držav sovražne koalicije je bilo odločilno za preobrat. 24. januarja 1742 so avstrijsko-ogrske čete zavzele Linz. Istega dne je bil bavarski volilni knez Karel Albert v Frankfurtu izvoljen za cesarja Karla VII. Februarja so Avstrijci zavzeli München in velik del Bavarske. 
Kmalu pa je Friderik II. spet začel z ofenzivo in zahteval zase celo del Češke, kar je Marija Terezija zavrnila. Zmaga Friderika nad vojsko Karla Lotarinškega, mlajšega brata Franca Štefana, pri Chotusicah (maj 1742) je sprožila britansko posredovanje za mir. Julija 1742 je bil v Berlinu podpisan med Prusijo in Avstrijo mir, s katerim se je morala Marija Terezija odpovedati večini Šlezije. Miru se je septembra pridružila tudi Saška in Marija Terezija je dobila proste roke za nadaljevanje vojne z ostalimi nasprotnicami.
Med tem je v Londonu prišla na oblast prejšnja opozicija in novi minister John Carteret je aktivno posegel v avstrijsko nasledstveno vojno. Prepričal je sardinskega kralja Karla Emanuela III., da je prestopil na avstrijsko stran; isto je naredila Saška. Francoske čete so bile prisiljene zapustiti Češko in Marija Terezija se je lahko v Pragi kronala za češko kraljico, ponovno je bila vladarica avstrijskih dednih dežel.
V letu 1743 je bila avstrijska vojska uspešna na italijanskem bojišču proti Špancem (Camposanto ob Panari), pragmatična armada, sestavljena iz avstrijskih, britanskih in nizozemskih enot, pa proti francoski vojski v zahodni Nemčiji (Dettingen ob Majni, junij 1743). Cesar Karel VII. je moral, po izgubljeni bitki pri Simbachu ob Innu, že drugič bežati iz domovine. Jeseni je postalo z wormško pogodbo sodelovanje med Veliko Britanijo, Sardinijo in Avstrijo še tesnejše in izzvalo tudi formalno vojno napoved Francije. Ko je poleti 1744 na čelu avstrijske vojske Karel Lotarinški prodrl v Alzaciji v bližino Strasbourga, je Friderik II. ocenil, da bi bila ob francoskem porazu ogrožena njegova šlezijska posest in je ponovno napadel; njegova vojska je vkorakala na Češko, začela se je druga šlezijska vojna. Avstrija je morala potegniti svoje čete iz Porenja, Saška je napadla Prusijo in Friderik II. se je moral sredi zime umakniti s Češkega. Avstrijska vojska je tretjič vkorakala v München. Cesar Karel VII. je januarja 1745 nepričakovano umrl. Njegov sin  Maksimilijan III. Jožef je aprila sklenil z Marijo Terezijo mir v Füssnu, priznal pragmatično sankcijo in obljubil svoj volilni glas soprogu Marije Terezije. Franc Štefan je bil oktobra 1745 v Frankfurtu izvoljen in kronan za cesarja.
Tri zmage pruske vojske nad avstrijskimi in saškimi četam (Hohenfriedberg, Soor, Kesseldorf) so decembra 1745 prisilile Marijo Terezijo v podpis miru s Friderikom II. v Dresdnu, ki je končal drugo šlezijsko vojno. Sklenitev miru je ustrezala tudi britanski politiki, ker se je odtlej bojevanje lahko osredotočilo na njihovega glavnega sovražnika, Francijo. Ta je v nadaljevanju vojne na Nizozemskem dosegala zmage (Fontenoy, Roucaux, Lagfeld), predati se ji je morala nizozemska utrdba Bergen op Zoom. Na morju so bili Angleži močnejši. V Italiji je po vrsti neuspehov junija 1746 avstrijska vojska dosegla veliko zmago pri Piacenzi. Po krizi v odnosih med Španijo in Francijo in potem, ko je Rusija poslala svoje enote Avstriji v pomoč na rensko fronto, se je položaj Marije Terezije okrepil. Začela so se pogajanja. Britanci in Francozi so se v naprej dogovorili o mirovnih pogojih in Avstrija je bila z mirom v Aachnu (oktober 1748) postavljena pred gotova dejstva. V splošnem so morali vsi udeleženci vojne zavzeta ozemlja vrniti. Avstrija je morala španskemu princu Filipu, sinu Filipa V. in Elizabete Farnese, odstopiti Parmo, Piacenzo in Guastallo, dokončno pa je bila priznana pragmatična sankcija in s tem pravica Marije Terezije do nasledstva v avstrijskih dednih deželah.

### Prerazporeditev zavezništev. Sedemletna vojna.
Obdobje, ki je sledilo aachenskemu miru, sta krojili nasprotji med Avstrijo in Prusijo ter Veliko Britanijo in Francijo. V središču avstrijsko-pruskega spora je bila Šlezija, bogata z rudninami, pomembnimi za gospodarstvi obeh dežel. Wenzel Anton von Kaunitz, vodja avstrijske delegacije v Aachnu in kasnejši avstrijski kancler, je bil prepričan, da bodo avstrijski interesi odslej bolje sovpadali s francoskimi kot z britanskimi in je v Mariji Tereziji hitro našel somišljenico, ne pa tudi med drugimi dunajskimi vodilnimi možmi. Med svojim triletnim poslanstvom v Parizu tudi Francozov ni mogel pridobiti za svoje politične ideje. Šele izbruh sovražnosti med francoskimi in britanskimi kolonialisti v Severni Ameriki leta 1754 in podpis westminstrske konvencije, v kateri so se Britanci povezali s Prusi, sta pripravila Francoze do podpisa obrambne zveze z Avstrijo (prva versajska pogodba, maj 1756). Ko je potem Friderik II. prekoračil mejo Saške (ki se je izogibala stopiti na eno ali drugo stran) in jo prisilil h kapitulaciji in je pri Lovosicah na severnem Češkem odbil avstrijske čete, ki so ji prihajale na pomoč, je bila Francija pripravljena skleniti napadalno drugo versajsko pogodbo (maj 1757), v kateri je bila Francozom, v primeru zavzetja Šlezije, obljubljena Avstrijska Nizozemska. Zaveznicama sta se pridružili še Rusija in Švedska. Friderik II. ni čakal na napad in je nameraval doseči odločilno zmago še preden nasprotniki zberejo sile. Maja 1757 je zmagal pri Pragi, a mesto se ni vdalo. Pri Kolinu je avstrijski feldmaršal Daun prvič v veliki bitki premagal strahospoštovanega nasprotnika. V sedmih letih vojne (1756-63) se je zvrstilo polno zmag in porazov na obeh straneh. Leto 1757 se je končalo uspešno za Pruse, jeseni 1758 pa se je začela vojna sreča obračati in avgusta 1759 so Prusi doživeli pri Kunowicah (severovzhodno od Frankfurta na Odri) uničujoč poraz v boju z avstrijsko-rusko vojsko pod vodstvom generalov  Laudona in Saltykova. Vendar je bilo z Rusi vedno težko sodelovati v smislu določenega skupnega cilja in tako tudi ta velika zmaga, po kateri je obupani Friderik II. razmišljal o samomoru, ni bila izkoriščena. Leta 1760 so Prusi spet nanizali več zmag. Leta 1761 so bile že vse strani izčrpane od vojne. Velika Britanija je v vzporedno potekajoči pomorski vojni dotlej večinoma uresničila svoje cilje v Severni Ameriki in Indiji in se je začela pogajati s Francozi o miru. Stara britanska vlada je padla in ko je novi kabinet ukinil denarno podporo pruski strani, ko je Avstrija zasedla Šlezijo in Rusija vzhodno Pomorjansko, je bil Friderik II. ponovno v hudi stiski. Toda januarja 1762 je umrla ruska carica Elizabeta, velika sovražnica Friderika II., in njen naslednik Peter III., ki je oboževal pruskega kralja, je s Prusijo sklenil mir in ji vrnil vsa osvojena ozemlja. Švedska se je priključila rusko-pruski mirovni pogodbi. Povsem osamljena Avstrija je izgubila še bitko pri Burkatówu (območje Świdnica) in se umaknila iz Šlezije.
Mir med Avstrijo in Prusijo, sklenjen februarja 1763 v saškem gradu Hubertusburg, je potrdil meje izpred vojne. Avstrija se je morala sprijazniti z izgubo Šlezije. Friderik II. je obljubil princu Jožefu, sinu Marije Terezije, podporo pri volitvah za cesarja. Prusija si je zagotovila status velesile, mesto v pentarhiji (Velika Britanija, Francija, Prusija, Avstrija, Rusija), ki je odtlej uravnavala ravnotežje sil v Evropi; nasprotje med Avstrijo in Prusijo pa je še naprej krojilo politično življenje v cesarstvu.
Leta 1764 je bil prvi sin Marije Terezije, Jožef II., izvoljen za rimsko-nemškega kralja in po smrti očeta je naslednje leto brez problemov postal tudi cesar. Avstrijsko politiko je še vedno vodila mati, vendar je bilo njegovo stališče pomembno v nekaterih zunanjepolitičnih zadevah, ko se Kaunitz in Marija Terezija nista strinjala.
Ena od njih je bilo sodelovanje pri dogovoru med Prusijo in Rusijo o prvi delitvi Poljske. Poleti 1769 je avstrijska vojska ob izgredih v trinajstih spiških mestih (ki jih je Ogrska leta 1412 dala v fevd poljski kroni) na zahtevo poljskega kralja zadušila nemire in obenem zasedla tri staropoljske župnije z dragocenim rudnikom soli Wieliczka. Rusija in Prusija sta se med tem sporazumeli o aneksiji nekaterih poljskih ozemelj in Avstrija je avgusta 1772, proti volji Marije Terezije, pristopila k sporazumu in na ta način dobila vzhodno Galicijo. Tri leta kasneje je za posredovanje v miru med Rusijo in Osmanskim cesarstvom (v Küçük Kaynarci) brez boja dobila še redko naseljeno in zanemarjeno Bukovino.
Kaunitz je imel Jožefovo podporo tudi tedaj, ko se je z bavarskim volilnim knezom Karlom Teodorjem dogovoril, da bo Bavarska Avstriji odstopila gospostvo Mindelheim in nekdanji češki fevd v Zgornjem Palatinatu (Oberpfalz). Kljub temu da se prebivalstvo s tem ni strinjalo, je avstrijska vojska ozemlje takoj zasedla. Friderik II. se je burno odzval in v povračilo zasedel Češko. Konflikt je z mirom v Teschnu (maj 1779) rešila Marija Terezija. To je bilo njeno zadnje zunanjepolitično posredovanje. Novembra 1780 je umrla.

## Terezijanske in jožefinske reforme

### Reforme Marije Terezije
Marija Terezija je že leta 1742 izvedla pomembne spremembe v dunajskih dvornih svetih. Ustanovila je novo »dvorno in državno pisarno«, ki naj bi se ukvarjala z zadevami zunanje politike in dinastije, in jo poverila samostojno razmišljajočemu mlademu grofu (kasneje knezu) Kaunitzu. Ustanovila je dvorni vojaški svet in leta 1746 iz njega izdvojila samostojni generalni komisariat za vojsko. Leta 1749 je dobil Theodor Anton Taulow von Rosenthal nalogo, da organizira centralni družinski, dvorni in državni arhiv. Za urejanje kroničnih konfliktov med dunajsko oblastjo ter ogrskimi stanovi in južnoogrskimi pravoslavci je bila ustanovljena »dvorna deputacija in Banaticis, Transsylvanicis et Illiricis«. 
Temeljitejših reform, ki so segale globoko v deželno upravo, se je Marija Terezija lotila v mirnejšem obdobju po aachenskem miru. Grof Friedrich Wilhelm von Haugwitz je bil sprva imenovan za vodjo uprave v Tropauu, delčku Šlezije, ki je še ostal Avstriji. Potem ko mu je tam uspelo ločiti deželnoknežje finance od stanovskih, je dobil nalogo, da reorganizira upravo po pruskem zgledu. Organiziral je politično in finančno upravo najprej za avstrijske dežele in Dunaj, potem pa jo je postopno širil na monarhijo. Ker ga je vladarica trdno podpirala, je bil uspešen kljub odporu večine starega upravnega aparata. Na najvišje mesto političnega in finančnega upravljanja je postavil directorium in publicis et cameralibus. Ta je imel ustrezne urade na nivoju dežel in okrajev (kasneje gubernij) pod njimi. Posebno zadnji so bili trn v peti plemstvu, saj so posegali v prejšnje njihove pristojnosti. Tudi sicer so se pojavljali poskusi sabotaž, tako da je moral von Haugwitz nastopati zelo ostro in odločno. Ustanovljena je bila najvišja sodna oblast in s tem sodstvo ločeno od uprave.
Opisana uprava je bila skupna za avstrijske in češke dežele. Ogrska, Avstrijska Nizozemska in severna Italija so ohranile stare fevdalne institucije, vpeljane so bile le nekatere povezave med sistemi. Posebno obzirna je bila Marija Terezija do Ogrske, kateri je leta 1776 prepustila jadransko pristanišče Reko.
Leta 1760, ko med sedemletno vojno dohodki niso mogli dohajati velikih vojaških izdatkov, so na zahtevo Kauniza popolnoma ločili finančno (obračunska pisarna) in politično (združena avstrijsko-češka dvorna pisarna) upravljanje. Za usklajevanje vseh najvišjih uradov je bil ustanovljen posvetovalni državni svet.
Številne so bile reforme na področju varovanja kmeta: odprava desetine, omejitev patrimonialnega sodstva, ločitev kmečke in gosposke zemlje na osnovi terezijanskega katastra iz leta 1751; dalje zmanjševanje cehovskih omejitev, podpora industrializaciji in poenotenje denarnega sistema. 
Šolstvo se je začelo organizirano razvijati, ko je bila leta 1760 ustanovljena avtonomna študijska komisija; ljudske šole so služile opismenjevanju (v deželah s slovenskim prebivalstvom so bile v začetnih razredih slovenske), »glavne« šole so že imele latinščino, normalke so služile vzgoji učiteljev, višja šola je bil terezijanski kolegij; častniki so se šolali na terezijanski vojaški akademiji, ustanovljena je bila akademija za šolanje diplomatov. Osebni zdravnik Marije Terezije Gerhard van Swieten je dobil nalogo na novo organizirati medicinsko fakulteto dunajske univerze; poučevali so v nemščini (ne več latinščini). Univerzi sta se začeli razvijati tudi v Gradcu in Innsbrucku, a ju je Jožef II. kasneje spremenil v liceja. Eden glavnih namenov visokih šol je bila vzgoja akademsko kvalificiranih državnih uradnikov.
Leta 1754 je bilo, predvsem iz vojaških razlogov, organizirano prvo štetje prebivalstva v avstrijskih in čeških deželah ( preko 6 milj. prebivalcev), leta 1771 drugo štetje, to pot v vseh deželah (19 milijonov prebivalcev).

### Reforme Jožefa II.
Reforme svoje matere je nadaljeval Jožef II. Kot pristaš razsvetljenstva in racionalizma pa ni imel dovolj posluha za tradicijo, običaje in čustva ljudi, tako so njegovi ukrepi velikokrat naleteli na odpor in nazadnje niso bili sprejeti. Jožef je želel čim bolj poenotiti in poenostaviti upravljanje in ga centralizirati; združeval je urade in gubernije, odpravljal stare privilegije in ceremonije. Leta 1781 je odpravil podložništvo, leta 1786 je vpeljal splošni državljanski zakonik, leta 1788 odpravil smrtno kazen, na novo uredil zemljiški davek na osnovi jožefinskega katastra.
Veliko njegovih reform je posegalo v cerkveno politiko. Leta 1781 je izdal tolerančni patent, ki je dajal versko svobodo pripadnikom vseh krščanskih veroizpovedi; pomenil je konec stoletja trajajočega skrivnega protestantizma; povečane so bile tudi pravice judov. Razpuščeni so bili vsi samostani, ki niso bili namenjeni vzgoji ali bolniški negi; ukinjenih je bilo več kot 700 samostanov, na Slovenskem samostani v Stični, Kostanjevici, Vetrinju, Žičah, Bistri, Marenbergu, Mekinjah (tedaj klarise) in samostan Adergas. Vpeljal je državne seminarje za vzgojo duhovnikov, ukinil mnoge procesije, božje poti, omejil praznike, razpustil bratovščine. Pojavili so se začetki zdravstvenega varstva in prvi domovi za ostarele.
Čeprav so mnogi ukrepi naleteli na hud odpor, pa so se jožefinskih reform spominjali do konca cesarstva.

## Desetletje cesarja Jožefa II. (1780-90)
Po samostojnem prevzemu oblasti se je cesar Jožef II. najprej lotil urejanja razmer v Avstrijski Nizozemski. Dosegel je odslovitev posadk Republike Nizozemske iz avstrijskih obmejnih utrdb. Ko pa je poskusil doseči ukinitev pomorske blokade antwerpenskega pristanišča, ki je trajala že od leta 1585, pa se je Republika Nizozemska odločno uprla, blokado je bila pripravljena braniti tudi za ceno vojne; cesar je moral odnehati. Pričakovanja prebivalstva je še bolj razočaral, ko si je prizadeval zamenjati njihovo deželo za Bavarsko. Zamenjavi sta nasprotovali tudi Francija in zveza državnih knezov pod vodstvom pruskega kralja Friderika II.
Leta 1788 se je monarhija začela skupaj z Rusi ponovno bojevati proti Osmanom. Po prvih neuspehih je leta 1789 prevzel poveljstvo nad cesarsko vojsko stari general Laudon in zavzel Beograd; skupaj z Rusi so Avstrijci zmagal pri Focşani. Osmani tako niso bili več nevarni, na splošno pa je bil politični položaj vse bolj zaskrbljujoč.
Prusija je vodila Avstriji sovražno politiko in se povezovala z Veliko Britanijo, Švedsko in Osmanskim cesarstvom. Zavezniško Francijo je hromila revolucija. Nemiri so se pojavljali tudi v habsburških deželah. Jožefinske reforme so povzročale odpor na Nizozemskem in na Ogrskem, kjer je prej Marija Terezija dosledno spoštovala njihov posebni status. Na Nizozemskem je cesar s hitrimi koraki uvajal popolno preureditev tradicionalnega upravljanja; katoliške konservativne skupine so se povezale z revolucionarnimi (ob skupnih zamerah do cesarja) in zavzele Bruselj. Ko je takšno stanje trajalo že predolgo in je Jožef izgubil potrpljenje in odpravil vse stare brabantske plemiške privilegije, so oborožene enote upornikov s pomočjo tujine iz ozemlja Republike Nizozemske prodrle na jug in v Bruslju ustanovile neodvisno republiko, ki so jo Prusija in pomorske sile konec leta 1790 priznale.
Ogrski stanovi so na Jožefove reforme od vsega začetka gledali z nezaupanjem. Cesar jih je užalil že leta 1784, ko je odklonil kronanje s Štefanovo krono in je ta simbol ogrske državnosti dal celo prenesti na Dunaj. Ko pa ni sklical njihovega deželnega zbora in je namesto latinščine za uradni jezik proglasil nemščino, je bilo razburjenje vsesplošno. Cesar je januarja 1790 svoje ukaze, razen tolerančnega patenta in odprave tlačanstva, umaknil, a razmere se niso umirile.
Februarja 1790 je Jožef II. umrl. Nasledil ga je brat Leopold, dotlej nadvojvoda Toskane, izjemno napredne dežele.

## Vladanje cesarja Leopolda II. (1790-92)
Cesar Leopold II. je v neverjetno kratkem času rešil vrsto kočljivih in nevarnih problemov. Bil je izkušen politik z izostrenim čutom za možnosti. Julija 1790 je v reichenbaški konvenciji dosegel poravnavo s Prusijo. Avgusta 1791 je končal vojno z Osmani (mir v Sistovi). V Avstrijsko Nizozemsko so že pred koncem leta 1790 prispele močnejše avstrijske enote, spori med bruseljskimi vstajniki so pospešili preobrat in decembra 1790 so na kongresu v Haagu evropske sile priznale Avstriji njeno nizozemsko posest. Leopold je na svojo stran pridobil ogrske pravoslavce, ogrskim stanovom je dal več pravic pri sprejemanju zakonov, odpravil nemščino kot uradni jezik in se dal kronati za ogrskega kralja.
Pri jožefinskih reformah je vsepovsod prišlo do kompromisov. Ukrepi pretirane centralizacije so bili ukinjeni, ponovno sta bili ločeni politično in finančno upravljanje, stanovi so dobili nazaj nekatere prejšnje pristojnosti, zlasti odločanje pri višini davkov in vojaški službi. Ostale so reforme v korist kmetstva in šolstva. Seminarji za duhovnike so bili ukinjeni, nekateri samostani so bili spet dovoljeni.
Leopold II. je s Prusijo sklenil obrambno zvezo potem pa ga je marca 1792 ustavila nenadna smrt. Za pomoč sestri Marije Antoniette in svaku, francoskemu kralju Ludviku XVI., mu je zmanjkalo časa.

## Zadnja leta Svetega rimskega cesarstva pod vladavino cesarja Franca II. (1792-1806)
S cesarjem Francem II. se je za avstrijsko monarhijo nehalo obdobje razsvetljenskih idej, ki so vodile njihove vladarje pol stoletja. Začel se je boj za ohranjanje starega reda, pri čemer so prišle do veljave spet konservativne sile. Tudi Franc II. sam, ki po vladarskih sposobnostih ni dosegal svojih predhodnikov, je k temu prispeval svoj delež.
Takoj po njegovem nastopu je pariška zakonodajna skupščina, na pobudo žirondistov, ki so želeli preusmeriti razburjene množice na zunanjega sovražnika, napovedala Avstriji vojno. Zvezi Avstrije in Prusije sta se pridružili Rusija in Sardinija. Nespametni manifest zaveznikov, v katerem so revolucionarjem grozili z najhujšimi povračilnimi ukrepi, je pariške množice še dodatno motiviral in avstrijsko-pruska vojska se je morala na poti nad Pariz septembra 1792, po neuspešnem obstreljevanju Valmyja, umakniti. S tem se je začela prva protifrancoska koalicijska vojna (1792-97). Potem ko so revolucionarji januarja 1793 usmrtili kralja Ludvika XVI. in so se v vojno vključile še druge zaveznice, so se boji razplamteli na obeh straneh Rena. Leta 1796 se je kot poveljnik na bojišču v Italiji zelo uspešno vključil v vojno Napoleon Bonaparte. Z mir v Campo Formiu (oktober 1797) se je morala Avstrija odreči Avstrijski Nizozemski in severni Italiji do Adiže.
Med drugo koalicijsko vojno (1799-1801) je Napoleon novembra 1799 z državnim udarom kot prvi konzul prevzel v Franciji oblast. Odtlej so se njegovi vojaški uspehi kar vrstili. Francozi so zasedli italijanski polotok in prodrli celo do Linza. Z mirom v Lunévillu je moral cesar Franc II. odstopiti Franciji vsa ozemlja zahodno od Rena. Nemškim knezom je bilo obljubljeno, da jim bodo izgube ozemelj na zahodnem bregu Rena povrnjene iz drugih cesarskih ozemelj. To se je dejansko zgodilo na zadnjem pomembnejšem zasedanju državnega zbora Svetega rimskega cesarstva, 25. februarja 1803 v Regensburgu. Tedaj so bili ukinjeni tudi volilni glasovi cerkvenih volilnih knezov, ki so vedno glasovali za cesarja, volilne glasove pa so dobili nekateri protestantski knezi.
Cesar Franc II. je avgusta 1804 razglasil Avstrijsko cesarstvo, postal je prvi avstrijski cesar Franc I. Napoleon temu ni nasprotoval saj se je sam okronal za francoskega cesarja. Leta 1806 je bila na pobudo Napoleona ustanovljena Renska zveza, v katero je vstopila večina nemških državic, ki so z izstopom iz Svetega rimskega cesarstva dobile suverenost. V takšnih razmerah se je Franc II. 6. avgusta 1806 odrekel rimski cesarski kroni in razglasil Sveto rimsko cesarstvo za razpuščeno.
Napoleonove vojne so trajale vse do leta 1815. Prvi in drugi pariški mir in dunajski kongres so v letih 1814-15 uredili v Evropi nova politična razmerja, v katerih sta se v nemškem prostoru za prevlado potegovali kraljevina Prusija in avstrijsko cesarstvo.